# Amanvillers
Amanvillers är en kommun i departementet Moselle i regionen Grand Est (tidigare regionen Lorraine) i nordöstra Frankrike. Kommunen ligger i kantonen Marange-Silvange som tillhör arrondissementet Metz-Campagne. År 2022 hade Amanvillers 2 154 invånare.

## Befolkningsutveckling
Antalet invånare i kommunen Amanvillers
| Referens: INSEE |